# Triệu Việt Vương
Triệu Việt Vương (chữ Hán: 趙越王; 524 – 571), tên thật là Triệu Quang Phục (趙光復), là một trong những nhà lãnh đạo khởi nghĩa, giành tự chủ thời Bắc thuộc ở Việt Nam cai trị từ năm 548 đến năm 571. Ông có công kế tục Lý Nam Đế đánh đuổi quân xâm lược nhà Lương, giữ nền độc lập cho nước Vạn Xuân. Năm 571, ông bị Lý Phật Tử đánh úp và thua trận. Ông tự tử ở cửa sông Đáy.

## Thân thế
Triệu Quang Phục là con của Thái phó Triệu Túc, người huyện Chu Diên (nay thuộc huyện Khoái Châu, tỉnh Hưng Yên). Ông được sử sách mô tả là người uy tráng dũng liệt. Ông cùng cha theo Lý Nam Đế khởi nghĩa từ ngày đầu (541), có công lao đánh đuổi quân Lương về nước, được giao chức Tả tướng quân nước Vạn Xuân.

## Sự nghiệp

### Đánh đuổi quân Lương
Tháng 5 năm 545, quân Lương do Dương Phiêu và Trần Bá Tiên chỉ huy lại sang đánh Vạn Xuân. Lý Nam Đế giao chiến bất lợi. Năm 546, sau khi thua trận phải lui về động Khuất Lão, Lý Nam Đế đã ủy thác cho ông giữ việc nước, điều quân đi đánh Trần Bá Tiên của nhà Lương.
Năm 547, tháng Giêng, ông lui về giữ đầm Dạ Trạch (bãi Màn Trò, huyện Khoái Châu, tỉnh Hưng Yên). Đầm này rộng, cỏ cây um tùm, bụi rậm che kín, ở giữa có nền đất cao có thể ở được, bốn mặt bùn lầy, người ngựa khó đi, chỉ dùng thuyền độc mộc nhỏ chống sào đi lướt trên cỏ nước mới có thể vào được. Nếu không quen biết đường đi thì lạc không biết là đâu, lỡ rơi xuống nước liền bị rắn độc cắn chết. Quang Phục thuộc rõ đường đi lối lại, đem hơn hai vạn người vào đóng ở nền đất trong đầm. Ông dùng chiến thuật du kích, ban ngày tuyệt không để khói lửa và dấu người, ban đêm dùng thuyền độc mộc đem quân ra đánh doanh trại của quân Bá Tiên cướp lương thực vũ khí, giết và bắt sống rất nhiều, lấy được lương thực để làm kế cầm cự lâu dài. Bá Tiên không đánh được. Người trong nước gọi ông là Dạ Trạch Vương (夜澤王).
Sau khi nghe tin Lý Nam Đế mất ở động Khuất Lão, Triệu Quang Phục tự xưng là Triệu Việt Vương.
Năm 550, Trần Bá Tiên mưu tính cầm cự lâu ngày để làm cho quân của ông lương hết, quân mệt mỏi thì có thể phá được. Gặp lúc nhà Lương có loạn Hầu Cảnh, gọi Trần Bá Tiên về (sau này Trần Bá Tiên cướp ngôi vua của nhà Lương năm 557), ủy cho tì tướng là Dương Sàn ở lại. Ông tung quân ra đánh. Giặc chống cự, thua chết. Quân Lương tan vỡ chạy về bắc.

### Chia nước với họ Lý và mất nước
Thắng trận, Triệu Việt Vương làm vua nước Vạn Xuân, đóng đô ở thành Long Uyên.
Anh của Lý Nam Đế là Lý Thiên Bảo, vốn đã bị Trần Bá Tiên đánh bại, chạy vào ở đất của người Di Lạo, xưng là Đào Lang Vương, lập nước gọi là nước Dã Năng. Năm 555, Đào Lang Vương mất ở nước Dã Năng, không có con nối, quần chúng suy tôn người cháu là Lý Phật Tử lên ngôi.
Năm 557, Lý Phật Tử đem quân xuống miền Đông đánh nhau với Triệu Việt Vương ở huyện Thái Bình (vùng Hoài Đức, Hà Nội). Hai bên năm lần giáp trận, bất phân thắng bại. Quân của Lý Phật Tử có phần thất thế, bèn xin giảng hòa. Ông nghĩ rằng Lý Phật Tử là người trong họ của Lý Nam Đế, không nỡ cự tuyệt, bèn chia địa giới ở bãi Quân Thần cho ở phía tây của nước, Lý Phật Tử dời đến thành Ô Diên.
Lý Phật Tử có con trai là Nhã Lang, xin lấy con gái của ông là Cảo Nương. Ông bằng lòng, kết thành thông gia. Ông yêu quý Cảo Nương, cho Nhã Lang ở gửi rể. Theo đánh giá của các sử gia, cuộc xung đột giữa họ Triệu và họ Lý cho thấy tuy đã đánh thắng được quân Lương nhưng Triệu Việt Vương không kiểm soát được toàn bộ lãnh thổ Vạn Xuân để huy động lực lượng áp đảo được họ Lý.
Năm 571, Lý Phật Tử đem quân đánh úp Triệu Việt Vương. Bị đánh bất ngờ, Triệu Việt Vương ra quân trong thế bị động, không thể chống được, bèn đem con gái chạy về phía nam, tìm nơi đất hiểm để ẩn náu, nhưng đến đâu cũng bị quân của Lý Phật Tử đuổi theo sát gót. Ông cưỡi ngựa chạy đến cửa biển Đại Nha, bị nước chắn, bèn nhảy xuống biển tự vẫn. Từ đó họ Triệu mất nước.

## Truyền thuyết
Trong sử sách cổ đại có nói rằng nguyên nhân được thua của ông là do được và mất mũ đâu mâu móng rồng. Thực ra, đó chỉ là huyền thoại. Truyện kể như sau:
Năm 549, ông ở trong đầm thấy quân Lương không lui, mới đốt hương cầu đảo, khẩn thiết kính cáo với trời đất thần kỳ, thế rồi có điềm lành được mũ đâu mâu móng rồng dùng để đánh giặc. Từ đó quân thanh lừng lẫy, đến đâu không ai địch nổi (tục truyền rằng thần nhân trong đầm là Chử Đồng Tử bấy giờ cưỡi rồng vàng từ trên trời xuống, rút móng rồng trao cho ông, bảo gài lên mũ đâu mâu mà đánh giặc). Năm 557, con gái của Triệu Quang Phục lấy con trai của Lý Phật Tử là Nhã Lang. Năm 570, Nhã Lang nói với vợ rằng: "Trước hai vua cha chúng ta cừu thù với nhau, nay là thông gia, chẳng cũng hay lắm ư? Nhưng cha nàng có thuật gì mà có thể làm lui được quân của cha tôi?". Cảo Nương không biết ý của chồng, bí mật lấy mũ đâu mâu móng rồng cho xem. Nhã Lang mưu ngầm tráo đổi cái móng ấy, rồi bảo riêng với Cảo Nương rằng: "Tôi nghĩ ơn sâu của cha mẹ nặng bằng trời đất, vợ chồng ta hòa nhã yêu quý nhau không nỡ xa cách, nhưng tôi phải tạm dứt tình, về thăm cha mẹ". Nhã Lang về, cùng với cha bàn mưu đánh úp, chiếm được nước.
Theo Ngô Sĩ Liên: Đàn bà gọi việc lấy chồng là "quy" thì nhà chồng tức là nhà mình. Con gái vua đã gả cho Nhã Lang thì sao không cho về nhà chồng mà lại theo tục ở gửi rể của nhà Doanh Tần để đến nỗi bại vong?.
Truyện này giống như truyền thuyết Mỵ Châu-Trọng Thủy thời Triệu Đà đánh An Dương Vương. Các sử gia nhà Nguyễn nhận xét về truyền thuyết này trong sách Khâm định Việt sử thông giám cương mục như sau:
Sử cũ chép việc Triệu Việt Vương được cái móng rồng của Chử Đồng Tử cho; việc Nhã Lang sang gửi rể rồi lấy trộm móng rồng; việc Triệu Việt Vương vì mất cái móng rồng mà bị thua. Đem những việc ấy kháp với chuyện Thục An Dương Vương và Triệu Trọng Thủy trước kia giống nhau như hệt, kỳ quái trái thường không cần phải biện bạch cho lắm. Nhưng Sử cũ chép phần nhiều trùng điệp nhau, sai hẳn sự thực, đại loại như thế đấy. Nay muốn tìm ở Sử cũ lấy chuyện có thể tin ở đời này và truyền lại đời sau, thật cũng khó lắm.
Theo Đại Nam Quốc sử Diễn ca, Trương Hống và Trương Hát đã can Triệu Việt Vương đừng gả Cảo Nương cho Nhã Lang:
Có người: Hống, Hát họ Trương
Vũ biền nhưng cũng biết đường cơ mưu,
Rằng: "Xưa Trọng Thủy, Mỵ Châu,
Hôn nhân là giả, khấu thù là chân.
Mảnh gương vãng sự còn gần,
Lại toan dắt mối Châu Trần sao nên?"

## Tướng lĩnh
Các tướng phò giúp vua Triệu Quang Phục được thờ phụng tại các đền, đình, nghè tại Việt Nam bao gồm:
1. Đức thánh Tam Giang được thờ tại các làng ven ba con sông là sông Cầu, sông Thương và sông Đuống.
2. Phùng Kim được thờ cùng Triệu Quang Phục tại di tích đền Tiên Yên, chùa Kim Rong thuộc xã Khánh Lợi, Yên Khánh, Ninh Bình.
3. Đinh Bính Công được thờ tại Đình Yên Mẫu, thành phố Bắc Ninh, tỉnh Bắc Ninh – Di tích Lịch sử cấp nhà nước.[8]

## Lưu danh

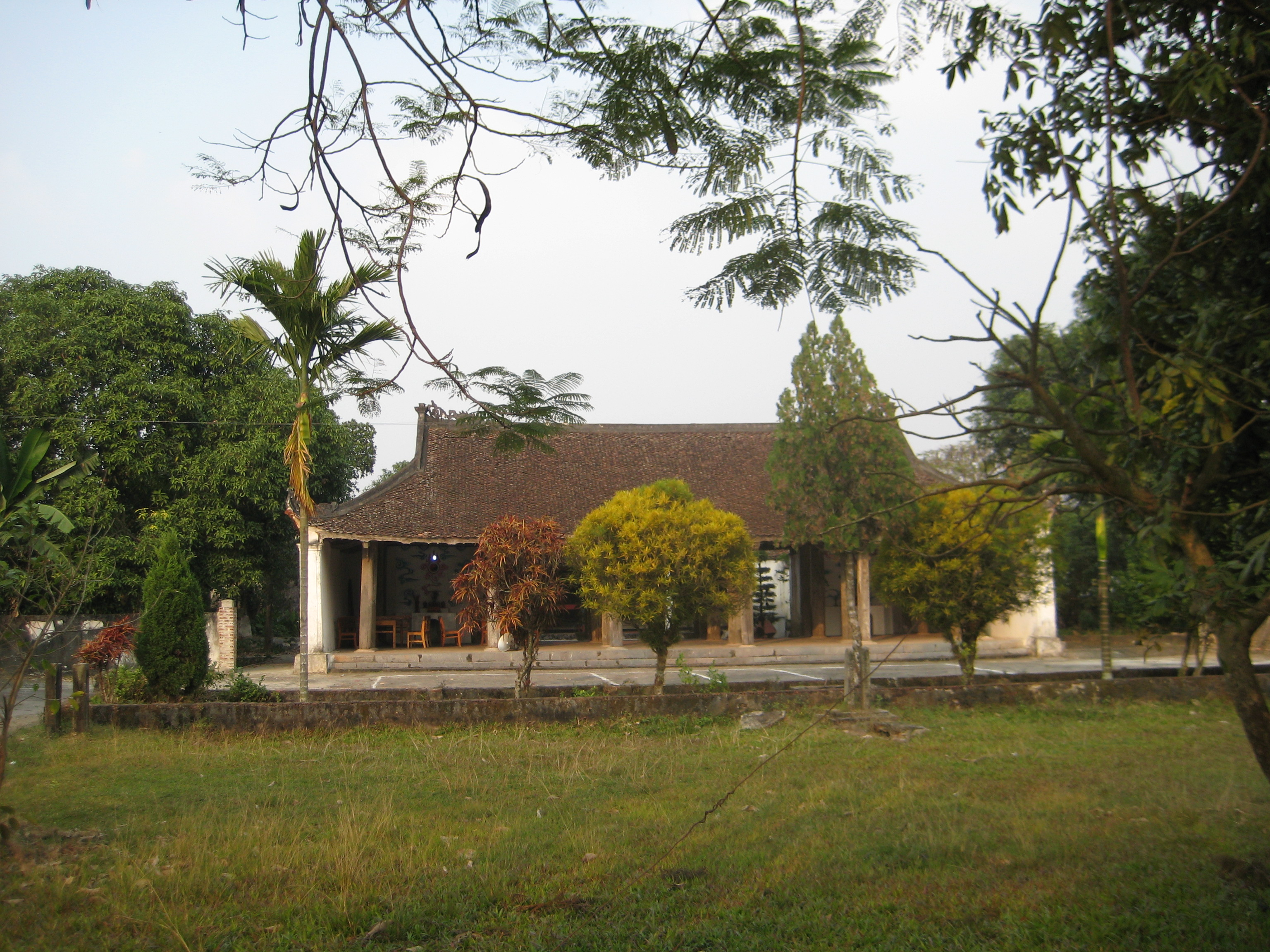
Đình Phù Sa ở cửa Thần Phù.

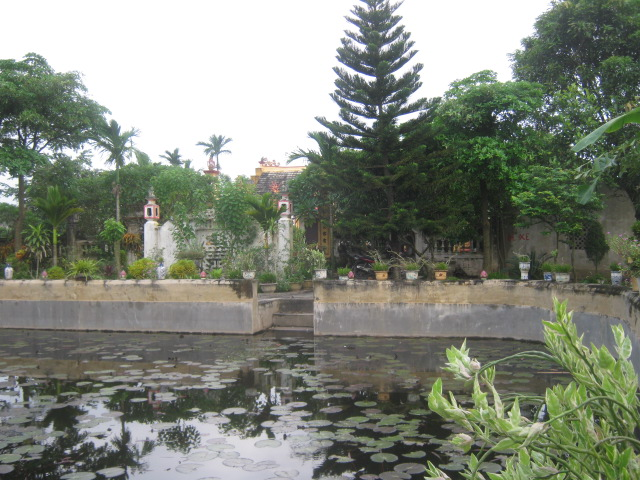
Đền thờ Triệu Quang Phục ở thị trấn Yên Ninh, Yên Khánh, Ninh Bình.

Người đời sau lập nhiều đền thờ ông ở vùng cửa biển Đại Nha (Đại Nha có tên khác là Đại Ác, thời nhà Lý đổi là Đại An), nay là cửa Liêu (cửa sông Đáy). Các đền thờ tập trung chủ yếu ở vùng ven biển hai tỉnh Ninh Bình và Nam Định.
Ở Nam Định, ông được thờ tại chùa Độc Bộ, huyện Ý Yên. Tại vùng đất mới xã Nam Điền huyện Nghĩa Hưng nằm ở gần cửa Đáy, người dân cũng xây dựng đền thờ. Đền làng Đồng Quỹ, xã Nam Tiến, huyện Nam Trực, tỉnh Nam Định, Di tích Lịch sử cấp Quốc gia, nơi thờ Đức Triệu Việt Vương Hoàng Đế, dân làng mở hội từ ngày 11 tới ngày 14 tháng 8 âm lịch hàng năm với rất nhiều nghi lễ truyền thống và sự tham dự của người dân địa phương và du khách thập phương. Đền làng Kiên Lao, xã Xuân Kiên, huyện Xuân Trường, tỉnh Nam Định, Di tích Lịch sử cấp Quốc gia, nơi thờ Đức vua Triệu Việt Vương, dân làng mở hội từ mùng 5 tới mùng 6 tháng Giêng hàng năm với nhiều nghi lễ cổ truyền. Một số nơi khác ở Nam Định nữa thờ ông là chùa Thiên Biên Tự, thuộc xã Hải Thanh, huyện Hải Hậu,đình làng Phúc Lộc thuộc xã Hải Lộc, huyện Hải Hậu tỉnh Nam Định.
Ninh Bình hiện là tỉnh có nhiều đền thờ Triệu Việt Vương nhất. Huyện Kim Sơn, Ninh Bình nay nằm ở cửa sông Đáy có rất nhiều đền thờ Triệu Việt Vương như: đình Chất Thành (xã Chất Bình), đình làng Kiến Thái, đình làng Kim Chính, đền làng Yên Thổ (xã Kim Chính), miếu Thượng (xã Thượng Kiệm), miếu Ứng Luật (Quang Thiện), đình làng Chỉ Thiện (Xuân Chính, đình xã Lưu Phương và chùa Hòa Lạc (xã Như Hòa).
Tại vùng văn hóa cửa biển Thần Phù, xã Yên Lâm, huyện Yên Mô, Ninh Bình có đình Phù Sa, đình Đông Cao và đền Nhân Phẩm là Di tích Văn hóa cấp Quốc gia thờ Triệu Việt Vương là Thành hoàng làng. Xã Yên Từ cũng có Miếu Quảng Từ, đền Phúc Lại, đền thờ Triệu Việt Vương. Tại Ngã ba (sông Hoàng Long, Hoa Lư) người dân cũng lập đền thờ Vương đó là Đền La Phù, đình La Phù, đền Triệu Việt Vương, đình Bạch Cừ, xã Ninh Khang. Gia Viễn cũng có di tích thờ Triệu Việt Vương là Đình Cung Quế xã Gia Trấn, Đình Thần Thiệu xã Gia Tân, Đền Sào Long và đền Đồng Mỹ xã Gia Lập.
Yên Khánh là vùng đất thuộc cửa biển xưa nay đã lùi xa vào đất liền, tại đây có hàng chục đền thờ Triệu Quang Phục nằm ở các xã như: đền Duyên Phúc (xã Khánh Hồng), đền Triệu Việt Vương (Thị trấn Yên Ninh), đền Tiên Yên, chùa Kim Rong (Khánh Lợi), đền Đông và đền Triệu Việt Vương xã Khánh Hải, đình Tiền Tiến xã Khánh Tiên...
Tại đền Hóa Dạ Trạch xã Dạ Trạch, huyện Khoái Châu, bên cạnh ban thờ của Chử Đồng Tử có ban thờ của Triệu Việt Vương.
Năm 2012, tại xã An Vỹ, huyện Khoái Châu (cạnh xã Dạ Trạch) đã xây dựng ngôi đền thờ riêng Triệu Việt Vương (còn gọi là đền Vua Rừng), tương truyền là nơi ông tích trữ lương thảo và thao luyện quân sĩ. Đền còn thờ cha mẹ, các vợ và các tướng phò giúp ông. Lễ hội đền diễn ra vào ngày 12 tháng 8 hằng năm. Năm 2015, Chủ tịch nước Trương Tấn Sang về thăm và dâng hương tại đền.
Tỉnh Hưng yên cũng đang tiến hành xây dựng một ngôi đền mới thờ riêng Triệu Việt Vương ngay cạnh đền Hóa Dạ Trạch.
Tên của ông được đặt cho nhiều công trình công cộng, như đường phố, trường học.